# Compagnie aérienne charter

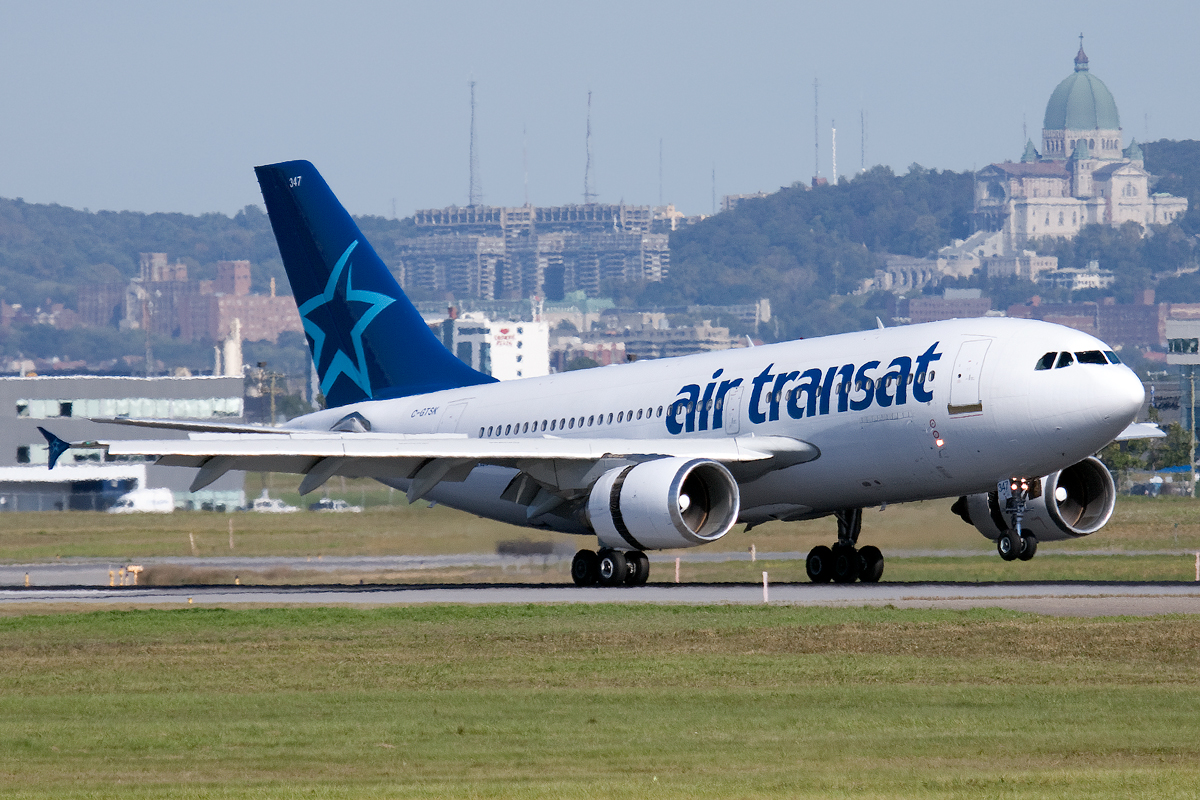
Air Transat est une compagnie aérienne charter

De nombreuses compagnies aériennes existent de par le monde pour desservir toutes sortes de destinations.
Les compagnies dites nationales proposent des vols réguliers, mais certaines compagnies se sont spécialisées dans la vente de vols charter. 
Généralement un tel vol répond à la demande spécifique d'un client : la compagnie est donc assurée d'un nombre minimum donné de passagers. D'ailleurs la plupart du temps la compagnie charter s'arrange pour remplir son avion, par exemple en proposant à la vente les places libres à d'autres clients potentiels. 
Les bas coûts proposés par ces compagnies, par rapport aux compagnies nationales proposant des vols réguliers, sont possibles puisque sur le trajet le remplissage de l'avion est assuré.
Sur des vols réguliers, il est possible de voler avec un taux de remplissage faible, l'avion effectuant son trajet quel que soit le nombre de passagers à bord.